# Radmila Měsícová
Radmila Měsícová (* 15. listopadu 1979 Krnov) je česká malířka.

## Život
Narodila se v Krnově, vystudovala Slezskou Univerzitu v Opavě. Své umělecké nadání začala rozvíjet v pozdním věku – roce 2020 začala intenzivně tvořit jako samouk a začala vystavovat svá díla.
První výstavu uskutečnila v roce 2020 ve svém rodném městě Krnově. Následovala řada výstav v Praze – vystavovala v Grébovce, v Poslanecké sněmovně, v Galerii Malostranské Besedy, ale také v několika kavárnách. Její tvorba je převážně abstraktní, minimalistická. Motivy si vybírá různě, zpravidla se neopakují.

## Galerie

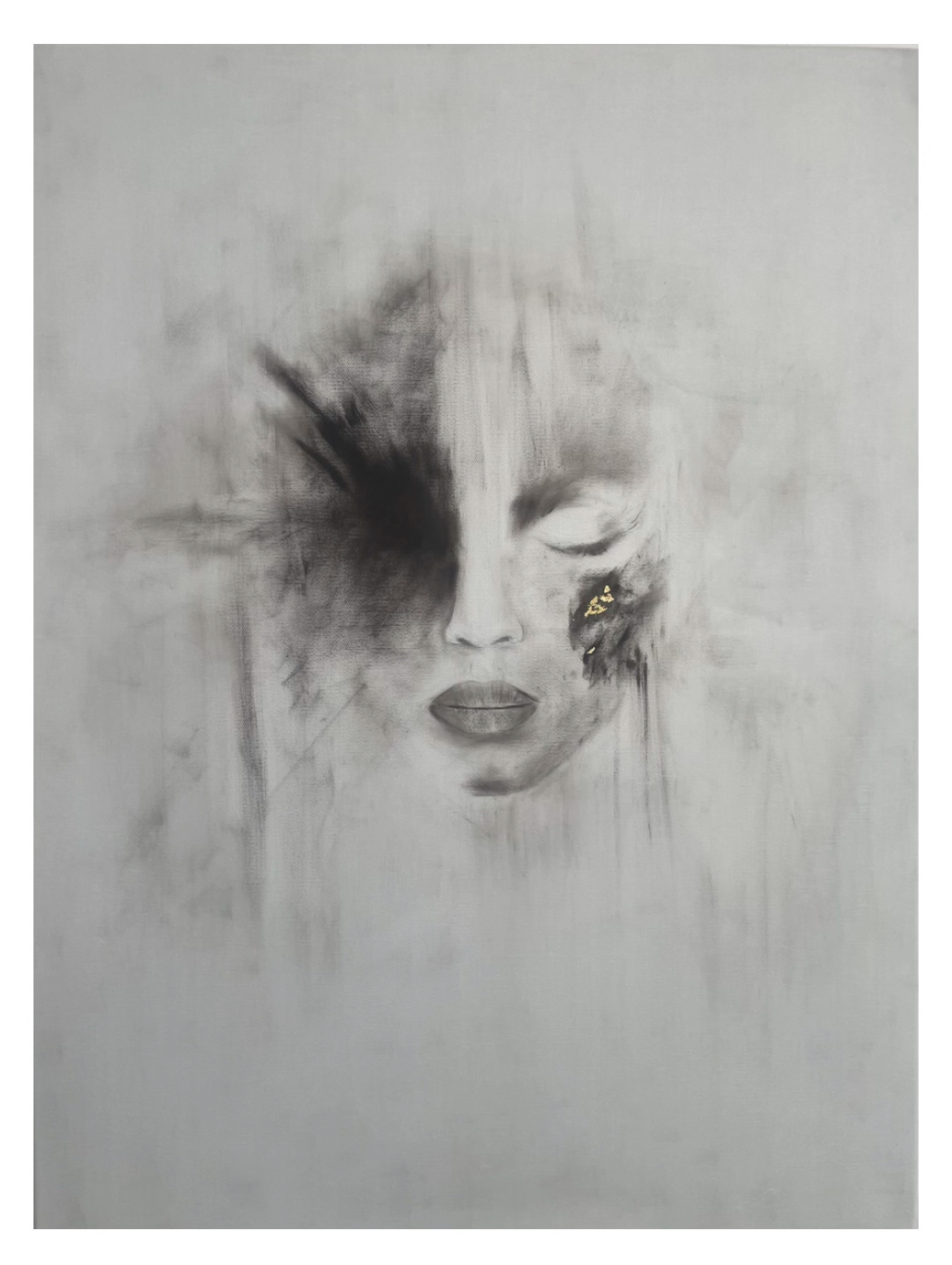
Bolest 2024